# 피오렐라 마리
피오렐라 마리(Fiorella Mari, 1928년 6월 21일 ~ )는 브라질 출생의 이탈리아의 배우이다.